# بيتي ماكدونالد
بيتي ماكدونالد (بالإنجليزية: Betty MacDonald)‏ هي كاتبة للأطفال وكاتِبة أمريكية، ولدت في 26 مارس 1908 في بولدر في الولايات المتحدة، وتوفيت في 7 فبراير 1958 في سياتل في الولايات المتحدة بسبب سرطان.

## وصلات خارجية
- بيتي ماكدونالد على موقع IMDb (الإنجليزية)
- بيتي ماكدونالد على موقع مونزينجر (الألمانية)
- بيتي ماكدونالد على موقع ميوزك برينز (الإنجليزية)
- بيتي ماكدونالد على موقع قاعدة بيانات الفيلم (الإنجليزية)